# Lasioglossum bribiensiforme
Lasioglossum bribiensiforme is een vliesvleugelig insect uit de familie Halictidae. De wetenschappelijke naam van de soort is voor het eerst geldig gepubliceerd in 1930 door Cockerell.